# 弗兰克·维内克
弗兰克·维内克（德語：Frank Wieneke，1962年1月31日—），德国男子柔道运动员。他曾代表西德参加1984年和1988年夏季奥林匹克运动会柔道比赛，获得一枚金牌和一枚银牌。